# ハンサムな彼女
『ハンサムな彼女』（ハンサムなかのじょ）は、吉住渉による漫画作品。集英社の少女漫画誌『りぼん』1988年11月号から1992年1月号まで連載された。

## 概要
吉住渉の代表作の一つであり、華やかな芸能界と中高生の純情な恋愛物語という対照的な世界を融合させた作品。りぼんマスコットコミックス版全9巻、集英社文庫(コミック版)全5巻が刊行されており、りぼんマスコットコミックスに於いては、第1巻から第5巻までが第1部、第6巻から第9巻までが第2部という構成になっている。
サブキャラクターを主人公とした番外編の2作品が存在する。「KENJI」は『りぼん』1989年10月号別冊付録に掲載されコミックス第4巻に併録、「OSAMU」は『りぼん』1990年6月号および同年7月号に掲載されコミックス第5巻に併録されている。
またその他に、未央・礼央の子供の頃を描いた4ページの短編「Reo's Diary」が『りぼんオリジナル』1989年春の号に掲載され第3巻に併録、ケンジを主人公にした2ページの4コマ漫画「GO GO ケンジくん」は『りぼん』1991年9月号別冊付録に掲載され第9巻に併録されている。

## あらすじ
萩原未央は女優で、中高一貫校の四ツ葉学園の芸能科に通っている。ある日、未央は、アメリカ帰りの青年熊谷一哉に出会う。彼は一流の映画監督を目指しており、周りからは天才少年と呼ばれていた。最初は気の合わない2人だったが、やがて未央は一哉に惹かれていく…。

## 登場人物
声の記述はOVA版
萩原未央（はぎわら みお）
声 - 玉川紗己子
主人公。女優と学生の両立を図る元気な美少女。物語開始時は中学3年生。愛嬌のある心優しい性格。
熊谷一哉（くまがい いちや）
声 - 関俊彦
一流の映画監督を目指す帰国子女。クールな性格。周りから可愛がられている。未央とは恋人同士。
木村彩子（きむら あやこ） / 沢木彩（さわき あや）
声 - 笠原弘子
アイドル兼女優。未央の親友にして、恋敵でもある。現在、後者としてアイドル活動中。
森本輝臣（もりもと てるおみ）
未央の隣人で、初恋の相手。俳優として活動中。後に彩子と恋人同士になる。
大嶋ケンジ（おおしま ケンジ）
未央と彩子のクラスメート。未央に対し密かに好意を寄せていた。
萩原礼央（はぎわら れお）
未央の弟。姉思いの心優しい性格。作曲が趣味。
三浦国良（みうら くによし）
声 - 小室正幸
未央のマネージャー。サングラスとひげが特徴。
渡辺詩織（わたなべ しおり）
女優。実は国良の妻。
可児収（かに おさむ）
声 - 堀川亮
一哉の親友。関西弁で話す美少年。未央に好意を寄せ始め、後に交際するようになるが、未央が一哉への想いを断ち切れない事を知り別れた。後に理花と恋人同士になる。
菊池理花（きくち りか）
映画作りに励む関西出身の少女。幼い頃から収に好意を寄せている。番外編「OSAMU」では、同じ高校の先輩である映研の部長から告白され、一時交際するが、部長が自分を利用するために近づいてきた事を知り通学かばんで殴り飛ばし、退部。その後、収と恋人同士になる。
松木聖（まつき しょう）
バンド「トラフィック・ジャム」のボーカリスト。一哉が気に入らず、彼を傷つけることを目的として未央に接近する。
アーサー・クライトン
ハリウッドの著名な映画監督。一哉を自らの映画に俳優として好んで起用し、彼をわが子のように可愛がる。
キース・キャンベル
アーサー・クライトンの一人息子。一哉の才能を買い、接近を図る。

## 書誌情報
- 『ハンサムな彼女』 集英社〈りぼんマスコットコミックス〉、全9巻
  - 第1巻 1989年6月20日発行 ISBN 4-08-853486-7
  - 第2巻 1989年10月18日発行 ISBN 4-08-853500-6
  - 第3巻 1990年2月20日発行 ISBN 4-08-853514-6
  - 第4巻 1990年6月20日発行 ISBN 4-08-853526-X
  - 第5巻 1990年10月20日発行 ISBN 4-08-853541-3
  - 第6巻 1991年6月19日発行 ISBN 4-08-853569-3
  - 第7巻 1991年11月20日発行 ISBN 4-08-853587-1
  - 第8巻 1992年1月19日発行 ISBN 4-08-853594-4
  - 第9巻 1992年4月20日発行 ISBN 4-08-853607-X
  - 併録作品
    - 「天使と冒険」（『りぼんオリジナル』1987年秋の号に掲載 - 第8巻に併録）
    - 「ラディカル・ロマンス」（デビュー作 『りぼんオリジナル』1984年初夏の号に掲載 - 第8巻に併録）
    - 「グリーン・エイジ」（『りぼんオリジナル』1991年夏の号に掲載 - 第9巻に併録）

- 『ハンサムな彼女』 集英社〈集英社文庫(コミック版)〉、全5巻[1]
  - 第1巻 2003年7月18日発売 ISBN 4-08-618085-5
  - 第2巻 2003年7月18日発売 ISBN 4-08-618086-3
  - 第3巻 2003年9月18日発売 ISBN 4-08-618087-1
  - 第4巻 2003年9月18日発売 ISBN 4-08-618088-X
  - 第5巻 2003年9月18日発売 ISBN 4-08-618089-8

## OVA
1992年にOVA化され、ポニーキャニオンから発売された。

### スタッフ
- 原作 - 吉住渉
- 監督 - 大賀俊二
- 脚本 - 日吉恵
- キャラクターデザイン - 中山由美
- 作画監督 - 梶谷光春
- メカニックデザイン・作画監督 - はがひとし
- 絵コンテ - 奥脇雅晴
- 演出 - 真野玲
- 美術監督 - 須江信人、中座洋次
- 色彩設定 - 丸山美江子
- 撮影監督 - 高橋明彦
- 音楽 - 山本拓己
- 音響監督 - 藤山房延
- プロデューサー - 大野実、宮田智行
- 制作プロデューサー - 阿部倫久
- 制作 - 読売広告社、J.C.STAFF
- 製作・著作 - 集英社

### 主題歌
テーマ曲「迷子にさせないで」
作詞 - 及川眠子 / 作曲 - 高野富士雄 / 編曲 - 亀田誠治 / 歌 - 羽田恵理香
挿入歌
「笑顔はポーカーフェイス」
作詞 - 及川眠子 / 作曲 - 山口美央子 / 編曲 - 亀田誠治 / 歌 - 羽田恵理香
「胸に飾った夏」
作詞 - 森由里子 / 作曲 - 高野富士雄 / 編曲 - 亀田誠治 / 歌 - 羽田恵理香